# Туберкулин
Туберкулин — экстракт белков, полученных из микобактерий туберкулёза.

## Туберкулин АТК
Данный экстрат впервые был получен в 1890 году Робертом Кохом, первооткрывателем возбудителя туберкулёза, который видел в нём средство профилактики туберкулёза. Массовая вакцинация неиспытанным препаратом и последовавшие случаи смерти привели к туберкулиновому скандалу. Патологоанатом Рудольф Вирхов при вскрытии трупов показал, что туберкулин не только не убивал бактерии, но даже наоборот, активировал латентные бактерии. Производство туберкулина было остановлено.
Второе рождение туберкулин получил в 1907 году, когда австрийский педиатр Клеменс Пирке догадался использовать его в качестве диагностического инструмента. Через год французский медик Шарль Манту так же предложил применять туберкулин внутрикожно с диагностической целью.
Туберкулин Коха, часто именуемый как АТК (нем. Alt Tuberculin Koch, старый туберкулин Коха), получают из штаммов Mycobacterium tuberculosis, выращенных на глицериновом пептонном бульоне путем выпаривания и фильтрации. Старый туберкулин продавался на рынке до 1970 года, а в самой Германии использовался вплоть до 2004 года для внутреннего контроля производства туберкулина PPD.

## Туберкулин PPD
Туберкулин, полученный по Коху, оказался непригодным для стандартизации из-за колебаний концентрации, состава и чистоты белка, а также из-за низкой специфичности. В 1934 году биохимик США Флоренс Барбара Зайберт разработала надежно воспроизводимый метод получения лучшего белкового экстракта, так называемого очищенного производного белка (англ. purified protein derivative — PPD). Туберкулин PPD готовят из смеси убитых нагреванием фильтратов микобактерий туберкулёза человеческого (M.tuberculosis) и бычьего видов (M.bovis). Затем состав осаждается трихлоруксусной кислотой, обрабатывается этиловым спиртом и эфиром, растворяется в фосфатно-буферном растворе. Данный экстрат стал стандартом Бюро стандартов биологических препаратов Службы общественного здравоохранения США и с 1944 года именовался как PPD-S. В 1952 году PPD-S был принят Всемирной организацией здравоохранения в качестве международного стандарта.
В 1939 году в Ленинградском институте вакцин и сывороток (научное учреждение, берущее корни у Петербургской Пастеровской станции) советский ученый Мария Линникова получила улучшенную модификацию зарубежного PPD-S — белковый дериват Линниковой (PPD-L). Этот препарат в 1963 году ВОЗ утвердила в качестве национального стандарта сухого очищенного туберкулина, эталон которого хранится в Копенгагенском государственном институте сывороток и в США.
Состав PPD-L: фосфатно-буферный раствор — 0,85 %, стабилизатор — 0,005 % Твин-80 (Е433), консервант — 0,01 % хинозол (гидроксихинолин сульфат). В 0,1 мл содержится 2 ТЕ (туберкулиновые единицы), равные 0,00012 мг сухого препарата.

## Сенситины
Для дифференциации инфекций, вызываемых атипичными микобактериями, были разработаны так называемые сенситины. Сенситины, разработанные и производимые Датским государственным институтом сыворотки в Копенгагене, содержат препараты PPD, полученные из Mycobacterium bovis (RS 7) или Mycobacterium avium (RS 10), Mycobacterium fortuitum (RS 20), Mycobacterium intracellulare (RS 23), Mycobacterium kansasii (RS 30), Mycobacterium scrofularum (RS 95) или Mycobacterium marinum (RS 170).